# Zoarcoidis
Els zoarcoidis (Zoarcoidei) són un subordre de peixos l'ordre dels Perciformes. Aquest subordre inclou els peixos llop (Anarhichadidae) i els Pholidae, entre d'altres.